# Carro popular

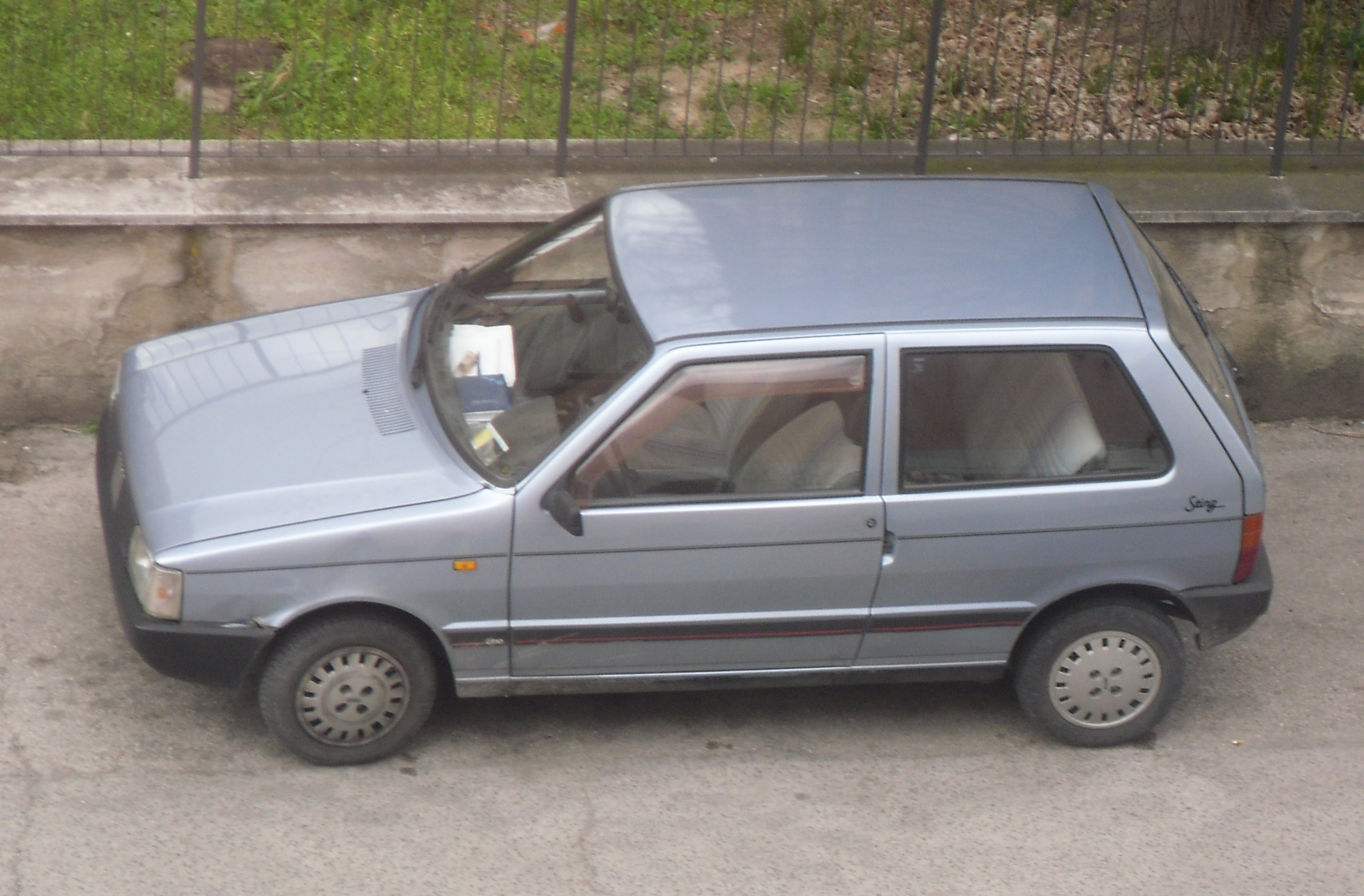
Une Fiat Uno Sting, exemple de voiture populaire.

Au Brésil, les carros populares (voitures populaires) sont des voitures à bas prix avec un moteur de 1 litre et un taux d'imposition réduit.
Apparues au début des années 1990 sous l'impulsion du gouvernement, elles ont été ensuite des modèles spécialement produit pour le marché brésilien, comme la Gol de Volkswagen ou la Mille de Fiat.

## Référence
1. ↑  « Au Brésil, la "voiture populaire" ne fait plus autant recette », Le Parisien, 10 octobre 2011 (consulté le 10 octobre 2011)